# Phare de Vikeholmen

Le phare de Vikeholmen (en norvégien : Vikeholmen fyr)  est un phare côtier situé dans la commune de Karmøy, au sud de Skudeneshavn dans le Comté de Rogaland (Norvège). Il est géré par l'administration côtière norvégienne (en norvégien : Kystverket). Il a été créé en 1875, et a été automatisé et dépeuplé en 1908.

## Historique
Le premier phare a été construit en 1849 , d'abord comme phare de pêche temporaire lors de la pêche au hareng en hiver. En 1875, le phare actuel est construit comme l'un des premiers du pays en béton. 
Il fut dépeuplé et automatisé en 1908. Pendant une période, l'ancien bâtiment du phare a été utilisé comme résidence, mais a finalement été évacué et l'endroit est tombé en ruine. En 1965, Skudenes Sjømannsforening a repris le phare et l'utilise depuis comme logement.

## Caractéristiques dufeu maritime
Fréquence : 6 secondes (W-R-G)
- Lumière : 1 seconde
- Obscurité : 5 secondes

Identifiant : ARLHS : NOR-347.

### Lien connexe
- Liste des phares de Norvège